# Gorgonia (zoologia)
Gorgonia Linnaeus, 1758 è un genere di ottocoralli della famiglia Gorgoniidae.

## Tassonomia
Comprende le seguenti specie:
- Gorgonia capensis Hickson, 1900
- Gorgonia clathrus Pallas, 1766
- Gorgonia coarctata (Valenciennes, 1855)
- Gorgonia cribrum Valenciennes, 1846
- Gorgonia elegans Duchassaing & Michelotti, 1864
- Gorgonia flabellum Linnaeus, 1758
- Gorgonia flavescens Kükenthal, 1924
- Gorgonia gracilis Verrill, 1868
- Gorgonia mariae Bayer, 1961
- Gorgonia occatoria (Valenciennes, 1855)
- Gorgonia palma Pallas, 1766
- Gorgonia reticulum Pallas, 1766
- Gorgonia ventalina Linnaeus, 1758
- Gorgonia venusta Dana, 1846